# 毛玠
毛玠（2世紀—216年），字孝先，陈留平丘人。東漢末年谋士，主要效力於曹操掌握下的東漢朝廷，曾建議曹操奉迎漢獻帝。

## 生平
毛玠年少时为县吏，以清廉公正著称。後因戰亂而打算到荆州避亂，但中途知道刘表政令不嚴明，因而改往鲁阳。後来投靠曹操，曾任兗州治中從事。後又曾建議曹操迎漢獻帝，對曹操說：「今天下分崩，国主迁移，生民废业，饥馑流亡，公家无经岁之储，百姓无安固之志，难以持久。今袁绍、刘表，虽士民众强，皆无经远之虑，未有树基建本者也。夫兵义者胜，守位以财，宜奉天子以令不臣，修耕植，畜军资，如此则霸王之业可成也。」曹操敬重採納其意見，改任幕府功曹。

### 為官清廉
後來毛玠被任為司空东曹掾，与崔琰主持选举，所举用的都是清廉正直之士，當時也有高名譽而行為不好的人都不被毛玠推薦。而毛玠也很廉洁，因而激起天下廉洁之风，即使尊貴得寵的大臣，衣著車輛都不敢太奢華。毛玠和崔琰一改朝中風氣，令曹操大為讚賞，更說：「用人如此，使天下人自治，吾復何為哉？（舉用人能如此，令到人民都自律，我還可以作甚麼？）」
連當時任五官中郎將的曹丕都親自拜見他，托其親屬給毛玠照顧，毛玠答复：「老臣因能恪守職責，才幸得以不犯罪過。今天所提到的人不足以升遷資格，也不敢奉命。」大軍回到鄴城後商議省並官職，由於毛玠拒絕對人的情托，當時有些人害怕玠，所以想撤除毛玠所主持的東曹，以其禀報之語「按照舊制，西曹第一，東曹第二，應該撤銷東曹。」為藉口，後曹操知道實情說：「太陽和月亮都於東方升起，於方位都是先說東方，為何撤消東曹？」於是撤消西曹。」曹操北征平定柳城後，因見毛玠有古人風範，特地從戰利品中將一個古人的素屏風和古人的素馮几賜給毛玠，可見曹操對他的器重。
後又改任丞相右軍師、建安十八年（213年），曹操封魏公，建魏國，毛玠改任尚书仆射，再典選舉。當時曹植被曹操疼愛，毛玠密諫曹操：「袁紹因嫡子庶子都不分，使到其滅亡。廢立太子是大事，也不願意聽到此消息。」後來群臣聚會，毛玠上廁所後，曹操用眼睛看毛玠說：「這位正是古人說的國中主持正道之者，真是吾的周昌啊！」

### 身陷讒言
建安二十一年（216年），崔琰因被人指稱言論傲世怨謗，觸怒曹操而被賜死，毛玠因而十分不快。後來有人告發毛玠探望一個因謀反罪而被黥面的人，見那人的妻兒都被收為官婢，說「使老天爺不下雨的原因應該是這樣吧（使天不雨者蓋此也）。」稱這是毀謗曹操的言論。曹操大怒，將毛玠收于狱中。在《三國志·何夔傳·魏書注》傅巽勸說何夔時，提到毛玠為丁儀謀劃陷害。
當時鍾繇審問玠，說道：「自古聖明帝王懲治犯罪，都會牽連到妻子兒女。《尚書》說，作戰時左右邊的人不職守左右邊的職位，會被處死或為奴隸。《周禮》所記載的司寇職分，就把犯罪的男人沒入府為奴隸，女人沒入官府做舂米做飯的苦役。漢朝法律說道：罪人的妻兒子女沒入官府做奴隸，要在臉上刺黑墨在官府服勞役。漢朝這種刑罰於古時候存在。現今奴隸如果先祖有罪，即使傳到百代後裔，還是有刺面之後苦工情形，這樣可拯救無辜性命，也可憐憫先祖牽連，這怎會違背神明而旱災？以《尚書》之述，法令峻急，則天氣寒冷，法令寬鬆，則天氣炎熱。法令寬鬆使陽氣過盛，所以成旱災。以毛玠這樣來說，到底魏王的法令過度嚴格，還是過寬？如果是過度嚴格的話就會有連續下雨，怎麼會有旱災？商湯時代可稱聖世，但田野曾經旱得不生青草，周文王也是好君主，也會有大旱成災，眼看大旱發生以來有三十年，歸罪於犯人給臉上塗墨，這恰當嗎？春秋衛人征戰邢國，剛出國就下雨，邢國無罪，怎會感應上天？毛玠所誹謗的言論已流傳大眾，心裡不滿，魏王也有聽到。毛玠所說的話也不是自言自語，當時被刺刻塗墨的人共有幾個人，這些人都認識嗎，怎麼會遇到呢，對其有何感慨，這些話是對誰說，如何回答，幾月幾日，在何處，事情已暴露，不可欺騙，請把所有事情說完出來。」毛玠回答：「聽蕭望之自殺是石顯陷害；白起被迫自殺於杜郵；晁錯被斬於東市；伍員斷命於吳都。這些人都是被妒忌或暗害，臣於年少時為縣政府辦事官，長期工作取得官職，臣職務與中枢機要部門，牽涉到眾多關係。如有人以私情請托，其再有權勢都被拒絕，如有人冤屈來投訴，再是小事臣會申訴。人貪取私利，受法律禁止，何人按照法律禁止謀利，有權勢者可能來陷害。進饞言的小人如蒼蠅無端行事，對臣誹謗，而誹謗臣，肯定不是其餘的人。過去王叔陳生和伯輿於朝廷辯論曲直，范宣子進行判斷，叫雙方找證據，這樣使是非曲直表露得清楚。《春秋》稱讚此事，所以加以記載。臣未誹謗，無談不上什麼時間及對象，說臣說過的話也要有證據，臣也希望請求得到如范宣子那樣的辨別，如王叔陳生那樣與誣陷者對質。如果以謊話來解釋的話，那麼接受死刑時，臣會把送過來的安車，駟馬和自殺的寶劍，臣都把這些為送給臣的恩惠，謹此對答如上。」當時在桓阶、和洽進言營救下，使他只被免职。
其后他逝世于家中，而曹操賜他棺材和錢帛。授其兒子毛機為郎中。

## 性格特徵
- 毛玠清廉著稱，與崔琰選拔人時都不選拔高名譽又低品德的人。當時也推廣天下人檢討品行。
- 毛玠除了以清廉著稱，在他最受曹操器重時，即使身居高位，生活都很樸素，常穿布衣和食蔬菜。
- 毛玠又撫養亡兄的兒子，像他親子一般，又常常送物品給一些貧窮的族人，因而家無餘財。

## 歷史評價
- 陳壽《三國志》評：“毛玠清公素履。”（《三国志·魏书·崔毛徐何邢鲍司马传第十二》）
- 曹操：“用人如此，使天下人自治，吾复何为哉。”“此古所謂國之司直，我之周昌也。”（《三国志·魏书·崔毛徐何邢鲍司马传第十二》）
- 曹丕：“故尚书仆射毛玠、奉常王修、凉茂、郎中令袁涣、少府谢奂、万潜、中尉徐奕、国渊等，皆忠直在朝，履蹈仁义。”（《三国志 ·魏书·文帝纪二》）
- 傅咸：“昔毛玠为吏部尚书，时无敢好衣美食者。魏武帝叹曰：“孤之法不如毛尚书。”令使诸部用心，各如毛玠，风俗之移，在不难矣。”（《晋书·列传第十七》）
- 张缵：“毛孝先以清公见美，卢子家以贞固任职。”（《全梁文》卷六十四）
- 《先賢行狀》：“玠雅亮公正，在官清恪。其典选举，拔贞实，斥华伪，进逊行，抑阿党。诸宰官治民功绩不著而私财丰足者，皆免黜停废，久不选用。于时四海翕然，莫不励行。至乃长吏还者，垢面羸衣，常乘柴车。军吏入府，朝服徒行。人拟壶飧之絜，家象濯缨之操，贵者无秽欲之累，贱者绝奸货之求，吏絜于上，俗移乎下，民到于今称之。”
- 章如愚：“至于三国，各自据其土而成鼎峙之势，亦诸人之力也。故在魏，则荀攸、贾诩之算无遗策，郭嘉、刘晔之才策谋畧，管宁之渊雅高尚，毛玠之典选清正；在吴，则周瑜、鲁肃之俦入为腹心，出为股肱，甘宁、凌统之徒奋其威，黄盖、蒋钦之属宣其力；在蜀，则诸葛孔明之长于治国，费祎、董允之志虑忠纯，向宠之性行均淑，皆一时之人杰也。”（《山堂考索》）
- 梁启超：“古者任官，各举其所知，内不避亲，外不避仇。汉、魏之间，尚存此意，故左雄在尚书，而天下号得人；毛玠、崔琰为东曹掾，而士皆砥砺名节。后世虑选人之请托，铨部之徇私也，于是崔亮、裴光庭定为年劳资格之法，孙丕扬定为掣签之法。防之诚密矣，然而奇才不能进，庸才不能退，则考绩废也；不为人择地，不为地择人，则吏治隳也。”（《论中国积弱由于防弊》）

## 子女
- 毛機，毛玠死後被曹操任命為郎中。

## 藝術形象

### 三國演義
《三国演义》描述蔡瑁、张允死后，毛玠与于禁担任水军大都督。赤壁之战，统兵不当，送掉了百万曹操水军性命。

### 影視戲劇
- 1994年電視劇《三國演義》：周惠林
- 1996年電視劇《關公》：吴骏声
- 1999年電視劇《曹操》：黄克林

### 漫畫形象
- 《蒼天航路》（王欣太）
- 《火鳳燎原》（陳某）:並無登場，於荀彧在官渡之戰篇有提及名字。

## 延伸阅读
[在维基数据编辑]
 《三國志·卷12》，出自陳壽《三國志》